# Медаљон са три срца
Медаљон са три срца је југословенски филм из 1962. године. Режирао га је Владан Слијепчевић, који је написао и сценарио заједно са Пуришом Ђорђевићем и Владаном Слијепчевићем.

## Радња
Прва прича: Два пријатеља сећају се младости и заборављајући на своје госте и обавезе погрешно схватају понашање младе девојке и остају разочарани.
Друга прича: Петнаестогодишња девојка заљубљује се у човека за кога је то само неважан сусрет.
Трећа прича: Млада девојка из стаклене баште сусреће младића својих снова.

## Улоге
| Глумац              | Улога               |
| ------------------- | ------------------- |
| Северин Бијелић     | Павле               |
| Станислава Пешић    | Луција              |
| Бранка Митић        | Луцијина снаха      |
| Димитрије Бугарчић  | Луцијин брат        |
| Виктор Старчић      | Сима                |
| Татјана Лукјанова   | Симина супруга      |
| Карло Булић         | директор хотела     |
| Весна Крајина       | Верица              |
| Драган Токовић      | певач               |
| Бранислав Сурутка   | наратор             |
| Власта Велисављевић |                     |
| Беба Лончар         |                     |
| Стојан Дечермић     |                     |
| Феђа Стојановић     |                     |
| Лазар Марковић      |                     |
| Милош Жутић         |                     |
| Борис Дворник       |                     |
| Петар Матић         |                     |
| Томанија Ђуричко    |                     |
| Невенка Урбанова    |                     |
| Мирјана Коџић       |                     |
| Драган Димитријевић |                     |
| Илија Слијепчевић   |                     |
| Мирослава Рајевац   |                     |
| Гордана Марковић    |                     |
| Босиљка Марковић    |                     |
| Нада Касапић        |                     |
| Миодраг Филиповић   |                     |
| Милена Марковић     |                     |
| Мира Живковић       |                     |
| Љубица Секулић      |                     |
| Сима Илић           |                     |
| Иван Јонаш          | (сегмент "Прича 2") |